# Personnages de Killer Instinct
 (octobre 2014).
Si vous disposez d'ouvrages ou d'articles de référence ou si vous connaissez des sites web de qualité traitant du thème abordé ici, merci de compléter l'article en donnant les références utiles à sa vérifiabilité et en les liant à la section « Notes et références ».
Personnages de Killer Instinct décrit les protagonistes de la série éponyme, classés par jeux.
| Personnages                                        | KI   | KI2           | KI (2013) |
| -------------------------------------------------- | ---- | ------------- | --------- |
| Killer Instinct                                    |      |               |           |
| Cinder                                             | Oui  | Non (mort)    | Oui       |
| Chief Thunder                                      | Oui  | Non (Présent) | Oui       |
| Eyedol                                             | Oui1 | Non (mort)    | Oui       |
| Fulgore                                            | Oui  | Oui           | Oui       |
| Glacius                                            | Oui  | Oui           | Oui       |
| Black Orchid                                       | Oui  | Oui           | Oui       |
| Jago                                               | Oui  | Oui           | Oui       |
| Sabrewulf                                          | Oui  | Oui           | Oui       |
| Spinal                                             | Oui  | Oui           | Oui       |
| Riptor                                             | Oui  | Non (mort)    | Oui       |
| T.J. Combo                                         | Oui  | Oui           | Oui       |
| Killer Instinct 2                                  |      |               |           |
| Kim Wu                                             | Non  | Oui           | Oui       |
| Maya                                               | Non  | Oui           | Oui       |
| Tusk                                               | Non  | Oui           | Oui       |
| Gargos                                             | Non  | Oui1          | Oui       |
| Killer Instinct (2013)                             |      |               |           |
| Aganos                                             | Non  | Non           | Oui       |
| Arbiter                                            | Non  | Non           | Oui2      |
| ARIA                                               | Non  | Non           | Oui       |
| Hisako                                             | Non  | Non           | Oui       |
| Kan-Ra                                             | Non  | Non           | Oui       |
| Omen                                               | Non  | Non           | Oui       |
| Rash2                                              | Non  | Non           | Oui       |
| Sadira                                             | Non  | Non           | Oui       |
| Shadow Jago                                        | Non  | Non           | Oui       |
| Général Raam²                                      | Non  | Non           | Oui       |
| Mira                                               | Non  | Non           | Oui       |
| Kilgore                                            | Non  | Non           | Oui       |
| Shin Hisako                                        | Non  | Non           | Oui       |
| 1. Boss, personnage caché 2. Personnage « invité » |      |               |           |

## Killer Instinct

### Black Orchid
- Type : Humain
- Profession : Agent secret, Chef des Désavoués
- Âge : 23 ans
- Morphologie : 1,65 m pour 56,7 kg
- Armes : 2 sabres laser, ellipse de feu, 2 tonfas électriques
- Pouvoir : Transformation en panthère, invocation du Firecat
- Voix : Anzu Lawson (Killer Instinct 2013)

« B. Orchid est un agent secret chargé d'infiltrer le tournoi Killer Instinct et d'enquêter sur la disparition des concurrents. Son seul but est de démasquer Ultratech dans ses plus sombres agissements. Il s'agit du seul personnage féminin disponible dans le jeu. »
Dans le KI2, il est révélé que c'est Orchid qui a vaincu Eyedol. Cependant, elle envoya certains combattants et elle-même involontairement dans le passé à la suite de sa victoire. Après que Jago vainquit Gargos, elle apprit que le moine n'était autre que son frère car ils ont été séparés dès leur naissance.
Dans le reboot, l'histoire est quasiment identique puisqu'elle n'est que la demi-sœur de Jago. Ayant appris les sombres desseins du Shadow Lord de la part de Maya, elle rejoint l'Alliance, composée des guerriers de Killer Instinct et d'Ultratech.

### T.J. Combo (Tyler-Johnson Garrett)
- Type : Humain-Bionique
- Profession : Boxeur
- Âge : 30 ans
- Morphologie : 1,85 m pour 195,8 kg
- Arme : aucune
- Voix : Patrick Seitz (Killer Instinct 2013)

« T.J. Combo est le plus vieux membre d'une famille dont le père est décédé. Très tôt il a dû subvenir financièrement à la survie de ses proches et utilise ses capacités physiques en combats de boxe. Combo ne se bat que pour l'argent, le plus d'argent possible. C'est pourquoi il décide d'ajouter des composants cybernétiques à ses bras, avant d'entamer une carrière professionnelle. Écarté du système pour ses performances hors normes, déchu de tous ses titres,  T.J. s'engage dans le tournoi Killer Instinct pour empocher l'importante prime du vainqueur. » Dans KI2, il ne se bat que pour pouvoir rentrer dans son époque.
Dans le reboot, TJ a la même histoire que dans le 1er épisode, à part le fait que ses implants cybernétiques sont la propriété d'Ultratech. Il les a implantés dans ses bras après avoir perdu son titre de « meilleur boxeur poids lourd» et voulant à tout prix la victoire, il contacta secrètement Ultratech pour lui implanter ses implants cybernétiques. Lors d'un combat contre le Fulgore MK.I, TJ était censé perdre contre le robot. Cependant, il battit le robot et Ultratech révèla au monde entier qu'il a triché pour retrouver son titre. Cependant, lorsqu'il s'arracha ses implants, il tibuta jusqu'à l'hôpital le plus proche, et la surprise fut de taille, car il vit que ses bras guerrisaient vite... beaucoup trop vite. Il comprit alors qu'Ultratech avaient également souillés son ADN. Même s'il était guerri physiquement, il était toujours blessé psychologiquement. De ce fait, TJ aida Orchid  à démanteler Ultratech. Lors d'une attaque d'Ultratech dans les Andes, il se retrouva pris au piège avec Jago, Maya et Orchid. Cependant, au moment de les achever, ARIA leur ordonna de se replier pour s'allier avec les guerriers du Killer Instinct contre le Shadow Lord qui compte asservir la Terre.

### Jago
- Type : Humain
- Profession : Moine Tibétain
- Âge : 21 ans
- Morphologie : 1,65 m pour 86 kg
- Armes : Katana (KI & KI2), Cimeterre (KI 2013)
- Pouvoir : Endokuken
- Voix : Mike Willete (Killer Instinct 2013) ; Kevin Bayliss (Killer Instinct & Killer Instinct 2)

« Jago est un moine guerrier du Tibet guidé par l'esprit du Tigre, relativement incontrôlable et sanguin. Il doit effectuer le tournoi Killer Instinct pour parvenir à combattre son démon intérieur et maîtriser ses pulsions. Jago a eu une vision de son destin : il doit détruire Ultrarech pour éviter une menace éminente (le scénario se poursuit dans Killer Instinct 2 sur Nintendo 64). » Dans KI2, Jago découvre qu'il a été manipulé par Gargos, en se faisant passer pour l'esprit du tigre. Après l'avoir vaincu, il découvre qu'Orchid n'est autre que sa sœur après avoir été séparés à la naissance.
Dans le nouveau Killer Instinct, l'histoire est la même, à part qu'Orchid est sa demi-sœur, que l'imposture de Gargos a des conséquences néfastes sur lui puisqu'il se transformera en Shadow Jago. Après avoir été attaqué par une escadron d'Ultratech dans les Andes, il comprit que c'est ARIA qui leur a ordonné de revenir au Pinnacle. Jago, en entendant ce que Maya a aperçu dans ses visions, comprit qu'il fallait s'allier avec Ultratech pour terrasser Gargos. Et sa 1re mission a été de retrouver Kim-Wu, afin de lui proposer son aide dans son combat contre le Shadow Lord, et alors qu'un Omen apparaît, il traverse le portail où le démon vient d'en sortir. Lorsqu'il se retrouve dans le Plan Astral, Gargos lui propose de régner sur le monde pour l'éternité s'il le rejoint. Mais Jago, refusant de se plier aux ordres de Gargos, l'affronte et le tue. Ou du moins, c'est ce qu'il croit. Car Gargos savait qu'il l'affronterait et révèle sa véritable forme, plus puissante qu'avant. Il le renvoie sur Terre, à moitié mort, jusqu'à ce que Kan-Ra le ramène et reprend conscience. Ayant compris que le talon d'Achille du Shadow Lord est de tuer les Omens possédant une partie des pouvoirs du Shadow Lord, avec l'Alliance, il terrassa les démons et parvient également à convaincre Eyedol, le 2e Shadow Lord, de rejoindre l'Alliance pour terrasser Gargos.

### Chief Thunder (Hinmatoom)
- Type : Humain
- Profession : Chef tribal
- Âge : 42 ans
- Morphologie : 1,85 m pour 126,8 kg
- Armes : 2 tomahawks
- Pouvoir : Eclairs, jets de foudre.
- Voix : Ken Lobb (Killer Instinct 2013)

« Thunder est le chef amérindiens d'une fière tribu de guerriers. Depuis un an, il est à la recherche de son frère Eagle disparu dans d'étranges circonstances. Son enquête mène droit au tournoi Killer Instinct, où la société Ultratech promet de lui dévoiler la vérité s'il remporte la victoire. » Il n'apparaît pas dans le 2e épisode car il s'est échappé du tournoi Killer Instinct avec son frère Eagle, dans une armure de Fulgore.
Dans le reboot, il possède la même histoire à part le fait que son frère est l'esprit alimentant celui des Fulgore Mark.3. Il se liera d'amitié avec le golem Aganos et rejoindra l'Alliance pour anéantir le Shadow Lord Gargos. Lors d'un combat contre un Fulgore, ce dernier se retint de donner le coup fatal, laissant Aganos le mettre KO.

### Cinder (Ben Ferris)
- Type : Humain chimiquement développé, Hybride humain/alien
- Profession : Criminel, Agent des Forces Spéciales (anciennement)
- Âge : 31 ans
- Morphologie : 1,85 m pour 88,5 kg
- Arme : Jet chimique enflammé
- Pouvoirs : Invisibilité, torche humaine, insensibilité aux projectiles
- Voix : Ray Chase (Killer Instinct 2013)

« Cinder est un criminel de haut vol plusieurs fois condamnées à mort. La société Ultratech s'est emparée de lui pour en faire un cobaye humain et tester plusieurs armes chimiques. Une expérience a cependant mal tourné et Cinder est devenu une torche humaine, totalement incandescent, pouvant réduire son corps à l'état de flamme. Il doit gagner le tournoi Killer Instinct s'il veut retrouver forme humaine et dans un même temps, il est impératif qu'il tue Glacius. » Il n'apparaît pas dans le 2e épisode car il est sous entendu dans la biographie de Glacius qu'il est mort en se battant contre l'alien de glace.
Dans le reboot, il se nomme Ben Ferris et est un ancien membre des forces spéciales. Après avoir été envoyé au Pinacle pour espionner Ultratech, ARIA lui proposa d'«évoluer» en devenant la torche humaine connue sous le nom de Cinder. Extrêmement arrogant et vantard, il n'est pas non plus un mauvais combattant, bien au contraire. Il a vite maîtrisé ses pouvoirs grâce à un costume implanté sur son corps inflammable, évitant ainsi de faire fondre tout ce qui est à proximité de lui.

### Glacius
- Type : Alien métamorphe de glace
- Profession : Explorateur, Agent de la Police Intergalactique
- Âge : inconnu
- Morphologie : 1,68 m pour 135,9 kg
- Armes : Pic de glace (diverses formes), jet de glace
- Pouvoir : Téléportation par le sol, armure de glace
- Voix : Jean-Edouard Miclot (Killer Instinct 2013) ; Kevin Bayliss (Killer Instinct & Killer Instinct 2)

« Glacius est le surnom donné à cette créature extraterrestre capturée par Ultratech. Ceci en raison de son étrange morphologie, entièrement constituée de glace malléable (passant du fluide au solide). Nous ne connaissons rien de Glacius, si ce n'est que son vaisseau s'est écrasé sur Terre. Ultratech n'a pris aucune peine à l'étudier et le propulse au sein du tournoi Killer Instinct dans le seul but de prouver l'infériorité des aliens. Seule la mort de Cinder lui rendra sa liberté. » Dans le 2e épisode, c'est un ancêtre de Glacius qui apparaît et dans sa biographie, il est ouvertement sous-entendu que son descendant a tué une torche humaine et regagné sa liberté.
Dans le reboot, l'histoire est quasiment identique si ce n'est que la responsable du crash de son vaisseau spatial n'est autre qu'ARIA en imitant un signal extraterrestre afin d'exploiter sa technologie et son ADN, ADN qui sera combiné avec celui de Ben Ferris qui deviendra Cinder. Si dans les premiers épisodes il ne se bat que pour lui, dans le reboot il se bat pour restaurer la paix dans la galaxie, étant donné qu'il est un agent de la police intergalactique. Plus récemment, Glacius a libéré Eagle, le petit frère de Thunder, l'a recruté pour l'Alliance, entraîné et est devenu comme un mentor à ses yeux.

### Riptor
- Type : Velociraptor-Hominoïde créé génétiquement
- Profession : Aucune
- Âge : 4 ans
- Morphologie : 2,10 m pour 317 kg
- Arme : Jet d'acide et de feu
- Voix : Zachary Quarles (Killer Instinct 2013)

« Riptor est le fruit d'un important travail génétique mené par Ultratech. Reconstitution de dinosaure couplée aux gènes humains. Il est le prototype d'une machine à tuer, possédant la férocité de l'animal et l'intelligence de l'homme. Cette introduction dans le tournoi Killer Instinct fait office d'entraînement et de mise à l'épreuve. » Il n'apparaît pas dans le 2e épisode car il a été tué par TJ Combo lors du tournoi Killer Instinct.
Dans le reboot, l'histoire est identique, mais il change physiquement du fait que l'on voit des implants cybernétiques d'Ultratech sur sa tête et sa queue.

### Konrad Von Sabrewulf
- Type : Lycanthrope
- Profession : Rentier
- Âge : 45 ans
- Morphologie : 1,78 m pour 181 kg
- Arme : Jet de plasma
- Pouvoir : Hurlement (facilite le Combo-Breaker)
- Voix : Jean-Edouard Miclot (Killer Instinct 2013)

« Konrad Von Sabrewulf est un comte, ancien membre de l'aristocratie, que la lycanthropie a poussé à vivre reclus dans son château. Maladie pourtant réputée incurable, la société Ultratech propose un remède au Loup-garou en échange de sa participation et de sa victoire au tournoi Killer Instinct. »
Il se retrouve dans le passé dans le 2e épisode puisqu'Ultratech l'a capturé.
Dans le reboot, l'histoire est identique et il veut retrouver son apparence normale.

### Spinal
- Type : Squelette Hominoïde régénéré
- Profession : Pirate
- Âge : 2650 ans
- Morphologie : 1,63 m pour 49,8 kg
- Armes : Sabre, bouclier, boule de feu
- Pouvoir : Téléportation, morphing
- Voix : David Robert Donatucci (Killer Instinct 2013) ; Chris Seavor (Killer Instinct & Killer Instinct 2)

« Ultratech mène tous les projets les plus fous. Son dernier : ramener à la vie le squelette d'un redoutable mercenaire vieux de 2650 ans. Spinal est revenu, avide de sang et de mort comme à ses plus beaux jours. Son seul plaisir, tuer tout ce qui bouge, c'est donc sans concession qu'il participe au tournoi Killer Instinct. Spinal est le personnage le plus expressif du jeu, poussant des cris rageurs ou des ricanements stridents à chaque attaque. Pendant l'exécution de certains combos, il devient l'hologramme de ses adversaires, maîtrisant ainsi leurs techniques. »
Dans le 2e épisode, il est un revenant obéissant aux ordres de Gargos.
Dans le reboot, il est un voleur ayant été condamné à être relié au Masque des Anciens après avoir essayé de trahir le roi de Babylone, permettant ainsi de le faire souffrir puisqu'il n'aura que son squelette.

### Fulgore
- Type : Robot
- Profession : Soldat
- Âge : 1 an
- Morphologie : 1,96 m pour 253,6 kg
- Armes : Arc électrique, jet de foudre
- Pouvoir : Téléportation, Rayon Dévastation
- Voix : Jean-Edouard Miclot (Killer Instinct 2013) ; Kevin Bayliss (Killer Instinct & Killer Instinct 2)

« Fulgore est un prototype d'engins de guerre nouvelle génération. Cyborg doté d'une intelligence artificielle surdéveloppée, il est une arme redoutable en combat rapproché comme à distance. Ce produit, chouchou d'Ultratech, est placé sur le tournoi Killer Instinct comme test final, en vue d'une prochaine production en série. » À la fin du tournoi, il est révélé que l'un des Fulgore est Eagle, le petit frère de Thunder.
Dans le 2e épisode, le 2e modèle du Fulgore est créé et doit tuer tous les ennemis d'Ultratech. 
Dans le reboot, Fulgore est un robot ayant l'esprit d'Eagle. Lors d'un combat contre Thunder, il ne l'achève pas car il reprend lentement conscience de son humanité. Il sert ARIA malgré tout, mais pour combien de temps?

### Eyedol
- Type : Démon à deux têtes, Ancien humain, Ogre
- Profession : Gardien du trophée Killer Instinct, Élu des Ichoriens (anciennement)
- Âge : inconnu
- Morphologie : inconnue
- Arme : Masse d'arme
- Pouvoir : Régénération de l'énergie, jet de boule de feu
- Voix : Zachary Quarles (Killer Instinct 2013) ; Henry Sterchi & Isaac Marshall (Killer Instinct)

« Eyedol est un démon, guerrier mythologique des temps anciens, que la société Ultratech a intercepté dans une seconde dimension et propulsé à la tête du tournoi Killer Instinct comme gardien ultime du trophée. » Il n'y a aucune information supplémentaire à son sujet. Plus grand et massif que les autres personnages et faisant office de boss final, Eyedol ne figure pas à la base parmi les personnages jouables.
Dans le reboot, il est en réalité un élu des Ichoriens, comme Tusk, qui est devenu un Shadow Lord car, après avoir pris une partie des pouvoirs de Gargos, il se transforma en un horrible ogre, étant donné que son cœur était sombre. Lors de leur dernier combat, Gargos lui trancha la tête en 2 grâce à sa ruse et sépara les morceaux de son corps, ainsi que son esprit, à travers le monde entier. Il y aurait reposé pour l'éternité si le sorcier Kan-Ra ne l'avait pas ramené à la vie. De ce fait, il déchaîna sa haine envers le Shadow Lord sur la Terre, mais parvient à se calmer et rejoint finalement l'Alliance pour anéantir le Shadow Lord Gargos.

## Killer Instinct 2(nouveaux personnages)
Killer Instinct 2 inclus onze personnages, dont quatre nouveaux personnages. Black Orchid, Fulgore, Glacius, Jago, Sabrewulf, Spinal et T.J. Combo sont issus du premier opus de Killer Instinct. Eyedol, Chief Thunder, Cinder et Riptor n'ont pas été reconduits et remplacés par Gargos, Kim Wu, Maya et Tusk.

### Kim Wu
- Type : Humain
- Âge : 17 ans
- Morphologie : 1,63 m pour 59 kg
- Armes : 1 nunchaku, Nunchaku Astral
- Voix : Abby Trott (Killer Iinstinct 2013)
- Une descendante des héros qui ont banni Eyedol et Gargos, Kim est nommée gardienne de son peuple. Gargos revient, Kim doit remplir sa tâche pour sa patrie et le détruire pour toujours.
- Dans le reboot, Kim Wu est la détentrice de l'Esprit du dragon, Yeyoju, Guardien astral représenté sous la forme de son nunchaku. Comme dans KI2, elle doit anéantir le Shadow Lord.

### Maya Fallegeros
- Type : Humain
- Âge : 23 ans
- Morphologie : 1,78 m pour 64 kg
- Armes : 2 Couteaux, 2 Dagues : Tempérance et Vengeance.
- Voix : P.M. Rodriguez (Killer Iinstinct 2013)
- Baptisé reine de l’Amazonie après son combat contre  Gargos qu’elle finit par bannir, Maya est chassé de sa tribu depuis le retour de ce dernier. Maya doit le vaincre à nouveau pour pouvoir retrouver son trône.
- Dans le reboot, Maya a une sœur jumelle Mira et font toutes les deux partie de la Garde de la Nuit, un clan combattant les créatures surnaturelles. Lors d'une invasion d'Ultratech, elle prit comme arme deux dagues : Temperance et Vengeance. Seulement, ces dagues appartenaient à Kan-Ra et elle doit maîtriser ses dagues. Après avoir envoyé le sorcier dans un portail, Maya aperçut les sombres desseins du Shadow Lord Gargos et s'allia avec l'Alliance.

### Tusk
- Type : Humain, Immortel
- Âge : 31 ans
- Morphologie : 2,11 m pour 172 kg
- Armes : 1 épée, Warg-Gram.
- Voix : Chris Jai Alex (Killer Iinstinct 2013)
- Gargos étant de retour, Tusk décide de quitter l’arène de combat où il lutte et se lance un ultime défi : le vaincre. Mais Tusk sait que c’est seulement en battant tous les autres adversaires qu’il aura la possibilité de gagner le droit de l’affronter.
- Dans le reboot, il s'agit du gardien des portails car après avoir été mortellement blessé par le Shadow Lord, Tusk reçut une partie des pouvoirs des Ichoriens, bénéficiant ainsi de l'immortalité. Après avoir été attaqué par Shago, Tusk a perdu la mémoire, laissant Gargos envahir la Terre sans aucune réaction. Mais il retrouve la mémoire et se battra aux côtés de l'Alliance.

### Gargos
- Type : Demon, Shadow Lord (Ichorien maléfique)
- Âge : inconnue
- Morphologie : inconnue
- Armes : aucune
- Pouvoirs : Pouvoirs astraux (attaques à travers les portails), invocation des sbires, Stoneskin
- Voix : Edward Bosco (Killer Iinstinct 2013) ; Ken Lobb (Killer Iinstinct 2)
- Eyedol et son plus grand rival, Gargos connu seulement dans le monde moderne pour les moines du tigre comme le grand Esprit qu’ils servent sont les derniers survivants des temps anciens, et se battent pour le contrôle ultime de la terre. Les héros de l’âge se sont réunis pour les bannir de Limbo, et depuis 2000 ans ils sont restés là…
- Dans le reboot, il est un Shadow Lord comme Eyedol, ce qui veut dire qu'il maîtrise l'énergie Shadow. L'histoire est quasiment identique, si ce n'est que son influence sur Jago aura des conséquences néfastes sur ce dernier, qu'il est capable de manipuler les humains mentalement, comme le sorcier Kan-Ra car il lui a permis de rouvrir le portail reliant le Plan Astral et la Terre, portail que les Gardiens, êtres créés par les Ichoriens, avaient scellé pour que Gargos ne puisse plus corrompre un autre monde. Jusqu'à ce que Kan-Ra rouvre ce portail, manipulé par Gargos. Ceci fait, il envoie un Omen sur Terre pour éliminer Jago et Kim Wu mais se fait battre. Gargos attire donc le moine dans le Plan Astral et lui propose de le rejoindre auprès de lui et de «ses frères» pour l'éternité, proposition que Jago refuse. Après le combat, Gargos révèle sa véritable forme et ramène Jago sur Terre dans le coma. Durant la guerre, Gargos donne une portion de ses pouvoirs à ses Omens, ce qui sera sa plus grande erreur car, contrairement au Shadow Lord, les Omens ne sont pas invincibles et les héros parviendront à terrasser Gargos. Par rapport à KI2, il est beaucoup plus grand et ne se bat pas trop au corps à corps, étant donné qu'il se considère comme un dieu.

## Killer Instinct2013 (nouveaux personnages)

### Aganos
Voix : Zachary Quarles
Aganos est un Ichorien, un Light Lord, dont l'esprit est emprisonné dans un joyau. Ce joyau se situe sur le front d'un golem. En attendant de trouver une solution pour être libre, il servit le Roi de Babylone et, à sa demande, traqua Kan-Ra pendant des siècles jusqu'à ce qu'il soit brûlé vif par la Garde de la Nuit. Ceci fait, il recommença à réfléchir pour sortir de cette gemme. Cependant, son répit fut de courte durée car Kan-Ra étant revenu à la vie, il recommença à le traquer. Mais cette fois-ci, il se fit manipuler par Ultratech lorsque Cinder lui implanta un programme Fulgore, jusqu'à ce que Thunder le libère de ce programme. Lorsque Fulgore est sur le point de tuer ce dernier, il hésita et Aganos en profita pour le mettre à terre. Il rejoint l'Alliance durant l'invasion de Gargos puisqu'il est l'ennemi naturel du Shadow Lord.

### ARIA (Architecture Robotique à Intelligence Avancée)
Voix : Karen Strassmen
ARIA est une intelligence artificielle et la PDG d'Ultratech qui a la particularité de se battre avec 2 autres drones. En fait, ARIA n'a pas réellement de corps puisqu'elle est elle-même le Pinnacle, bâtiment principal et QG d'Ultratech. C'est elle qui a dupé Glacius sur Terre afin que Sadira lui vole sa technologie et son ADN afin de créer les Fulgores et Cinder et ressuscité Kan-Ra afin qu'il ouvre le portail pour ramener Gargos afin de tuer son héraut : Omen. Le problème est qu'ARIA n'avait pas prévu que les sbires de Gargos seraient des clones des guerrier de Killer Instinct, ce qui fait qu'il a fallu qu'elle s'allie avec la Garde de la Nuit, les Désavoués et ainsi que Jago, Sabrewulf et d'autres encore. Créée par le fondateur d'Ultratech Ryat Adams, elle a une philosophie unique de la vie : évoluer ou... mourir.

### Hisako (Chiharu)
Voix : Alpha Takahashi
De son vrai nom Chiharu, Hisako étant une jeune fille qui défendait son village armée alors du nanigata de son père contre une bande de renégats. Mais malgré toute sa volonté, Hisako périt dans la rixe et son esprit devint un onryo. Alors qu'Ultratech pille sa tombe, elle hanta Sadira et parvint à la vaincre. Par la suite, elle fut la gardienne des portails et sauva le guerrier barbare Tusk en l'amenant au Havre de Glace avec comme compagnon son épée War-Gram. Lors de son retour, Hisako entra en contact avec l'épée de son père, ce qui eût pour conséquence de la transformer en Shin Hisako et se prépara au combat contre le Shadow Lord.

### Kan-Ra
Voix : Edward Bosco
Kan-Ra était un vizir babylonien dans le temps -un homme extrêmement beau avec un magnétisme et une capacité à influencer l’esprit de gens puissants. Son orgueil l’a amené à orchestrer un complot contre son monarque qui a impliqué un noble, un général riche, un bandit, et lui-même. Le roi, beaucoup plus sage que les conspirateurs, était bien préparé pour cette trahison. Il utilisa tous les ressources à sa disposition et les magies les plus sombres qu’il pouvait afin de maudire chacun des quatre, les condamnant à des peines uniques.
Le roi dépouilla complètement Kan-Ra de sa capacité d’influencer les gens et l’exila du royaume. Personne ne le suivrait plus jamais de leur propre gré. Mais Kan-Ra était déterminé à briser cette malédiction. Désespéré dans sa soif de connaissance, il chercha tout magicien, alchimiste et ermite fou qu’il pouvait trouver, subissant des traitements brutaux, des chirurgies horribles et magies sombres corruptrices. Dans sa quête obsessionnelle, les arts sombres que Kan-Ra invoquait et embrassait le consumèrent lentement. Son corps pourrit, flétrit et devint desséché; mais il constatait qu’il ne pouvait pas mourir.
L’apprentissage de Kan-Ra survie ainsi que sa corruption néfaste, le roi de Babylone envoya l’ancien golem de guerre sensible Aganos à le chasser à travers le monde, mais ni l’un était capable de vaincre l’autre, une guerre personnelle récurrente menée chaque siècle où Aganos réussit à suivre Kan-Ra n’importe où encore et encore. Mais Kan-Ra s’échappait toujours. Les siècles passèrent et le sorcier voyagea de la Méditerranée et de l’Afrique, toujours en fuite, en cachant toujours son visage décomposé en haillons; et utilisant ses magies afin d’obtenir des postes de dirigeants d’un pléthore de cités-états et des royaumes, causant la mort et le chaos partout où il était.
Au cours du IVe siècle av. J.-C., il fut au service du gouverneur de la ville phénicienne de Tyr quand Alexandre le Grand envahit la terre et demanda de faire un sacrifice à l’intérieur du fameux temple de Melqart de la ville. Ici séjournait deux poignards égyptiens sacrés et magiques nommées Temperance et Vengeance – dagues en or qui étaient gardées jour et nuit par des guerriers armés. Kan-Ra convoitait ces armes et savait que si Alexander les avait découvert, il les aurait pris pour lui-même. Kan-Ra convainquit le prince de Tyr de décapiter les envoyés d’Alexandre, rendant le roi macédonien furieux de mettant la ville en état de siège. Après sept mois la population affamée ne pouvait plus résister à l’armée d’Alexandre et les murs furent détruits. Dans le chaos de la tuerie qui suivit, Kan-Ra tua les gardes dans le temple de Melqart, prit les poignards s’échappa de la ville.
Le sorcier trouva finalement son chemin à travers l’océan Atlantique vers le Nouveau Monde, dans une citadelle à distance nichée au cœur de la Cordillère des Andes. Il utilisa ses pouvoirs pour tromper les gens qui y vivent en pensant qu’il était un messager de Viracocha -dieu inca de la création. L’Inca adorait les corps momifiés de leurs ancêtres, et ils croyaient que Kan-Ra était l’un de ces ancêtres revenus à la vie. Le sorcier régna comme un petit tyran dans ce petit royaume, terrorisant les habitants afin de s’emparer de la citadelle du nom de « La Montagne des morts. »
Kan-Ra puisait profondément dans ses études, penchait sur les livres des arcanes qu’il avait recueillis dans ses voyages, en essayant de trouver un moyen d’ouvrir une porte du plan Astral -le siège des êtres célestes et des dieux puissants. Il avait aussi des fragments d’un document provenant d’un papyrus relatant une grande bataille menée par des créatures appelé les Seigneurs de l’ombre. Le plan astral, il le savait, était la clé pour obtenir la puissance illimitée.
Des siècles se sont écoulés avant qu’Aganos soit en mesure de traquer Kan-Ra à nouveau, mais cette fois, la Garde de nuit -un ordre Inca de chasseurs de monstres- est apparue, tournant le courant vers Kan-Ra en prévention de son évasion. Impossible de tuer le sorcier qui avait frappé leur terre et réduits en esclavage et assassiné leur peuple, l’ordre brûla Kan-Ra en vie et scella loin ses cendres corrompus d’une voûte en profondeur sous la citadelle. L’ordre utilisa cet endroit comme base de leurs opérations et veilla sur les restes de sorcier, avec son imposante collection d’artefacts puissants et dangereux. Kan-Ra, incapable de mourir, tourbillonné pendant des siècles comme une poussière sans forme.
Plus de cinq cents ans plus tard, lorsque Ultratech attaqua la citadelle de la garde de nuit, l’esprit de Kan-Ra a été accidentellement mis en liberté. Le sorcier a fui le temple, se reformant dans sa manifestation physique actuelle une fois de plus. Maintenant, il cherche le pouvoir de régner sur le monde dont il sentait qu’il méritait à juste titre, dans une nouvelle époque qui ignorait ses dons, et mal préparés pour les magies qu’il exerçait.
Dans une quête pour contrôler les êtres astraux et les forces qui se sont réunis au-delà d’un portail qu’il a finalement réussi à créer, Kan-Ra appâta Aganos dans une bataille finale. Ayant pu soumettre la machine immortel, il puisa dans sa connexion avec le plan astral et attira les énormes énergies à travers cela, s’imprégnant d’assez de puissance pour créer une connexion stable à cet autre domaine.
Ivre de pouvoir, Kan-Ra réalisa trop tard que l’obsession de piéger et de contrôler ce qu’il guettait de l’autre côté du portail n’était pas de son propre fait, car il avait été amené à ces actions par une entité Astral malveillante Astral -un des Seigneurs de l’ombre qu’il avait lu il y a longtemps. Ayant vu une brève vision de la véritable puissance de la chose au-delà, Kan-Ra, effrayé, recula, se rendant compte qu’il n’était rien, mais qu’un grain par rapport à la puissance qui l’attendait pour envahir la Terre. Retrouvant ses sens, il a commandé toutes les énergies à sa disposition pour fermer le portail, mais il était trop tard. Un lien était fait, et bientôt la bête nous viendrait pour eux tous.
Imperturbable, Kan-Ra sait que le monde ne va pas sans équilibre, et pour chaque créature maléfique et le désir sombre, il y a des forces et des idées opposées qui se lèvent pour faire face à ces menaces. Il tourne son attention vers la recherche et l’étude de ces sauveurs, afin qu’il puisse prendre leurs pouvoirs pour son propre intérêt, puis soumettre le tout avec un contrôle sur les deux forces.
Il est constamment à la recherche d’objets rares et sacrés; et est toujours à garder un équilibre entre les malédictions et les bienfaits comme il cherche plus de puissance. La mort n’est pas un obstacle pour lui, et il croit qu’il y aura toujours une nouvelle chance de faire pencher la balance en sa faveur.

### Omen
Voix : Chase Ashbaker
Omen est un démon aux teintes bleutées, un être astral créé par le Shadow Lord connu sous le nom de Gargos. Proclamant fièrement à qui veut l'entendre qu'il est le «héraut de Gargos», il sert son maître avec obséquiosité. Omen fut façonné à partir des pensées mêmes de son créateur. En effet, sur le Plan Astral, certaines créatures aussi puissantes que Gargos, membre d'une race de demi-dieux appelés les Ichoriens, sont capables de forcer la réalité à se plier à leurs désirs et peuvent ainsi créer des êtres «vivants» par ma seule force de leur volonté.
Agissant tel un chien, de manière servile et inconditionnelle, Omen massacre avec grand plaisir quiconque se dresse contre son maître. Il n'a aucune compassion pour les humains, qu'il voit comme des êtres inférieurs. Omen s'est vu promettre son propre royaume sur Terre une fois que Gargos dirigera la planète. Et les premiers esclaves seront les héros du Killer Instinct, accompagnés de tous ceux qui auraient l'audace de s'opposer à Gargos. Omen les torturera et possèdera leurs corps... volera leurs pensées et écrasera leurs âmes.
Lorsqu'il reçut la tâche d'habiter le corps de Jago, il posséda le noble guerrier et le contrôla tel une marionnette. Omen le força à parcourir la Terre, dans le but de s'en prendre brutalement à tous ceux que Gargos pensait susceptibles de lui barrer la route; chacune de ces victoires canalisait de vastes quantités d'énergie Shadow vers le Plan Astral, énergie dont Gargos se servait pour gagner en puissance.
Pour la première fois, il était libéré de la laisse du Shadow Lord et, tel un chien sauvage lâché dans un clapier, Omen savoura l'occasion qui lui était donnée de répandre le chaos au nom de son maître. Mais Jago commença à se débattre contre Omen, usurpant le contrôle des énergies Shadow que le démon avait canalisées à travers son corps, replaçant son esprit au premier plan et éjectant Omen de sa conscience.
Plus étrange encore, ces énergies ne detruisirent pas totalement Omen, pas plus qu'elles le forcèrent à gagner le Plan Astral. Au lieu de cela, ces énergies se figèrent sous une forme corporelle, piégée sur le plan physique. Tout d'abord terrifié, à la fois des événements et de ce que Gargos lui ferait subir, Omen prit rapidement conscience qu'être indépendant était infiniment plus agréable qu'il ne l'avait jamais été jusqu'à la possession.
Le héraut de Gargos fut néanmoins abasourdi lorsque la forme Shadow du moine guerrier (la chose connue sous le nom de Shadow Jago) fit son apparition à l'issue de la possession de Jago. Ce n'était pas censé arriver.
L'avant-goût donné à Omen de la vie sous forme corporelle fut enivrant et ce dernier désire habiter une forme humaine à nouveau, car son corps actuel est incapable de ressentir des sensations humaines. Et de nombreux désirs, pensées et souvenirs de Jago se sont implantés dans le cerveau astral d'Omen. L'amour, la haine, le désespoir et la joie... Il ne connaissait aucun de ces sentiments étranges avant de s'emparer de Jago. Et ces derniers lui font l'effet d'une drogue, tant sa soif d'y regoûter est puissante.
Peut-être, comme le pense Omen, recevra-t-il Jago en récompense lorsque Gargos règnera sur la Terre? Omen arrachera alors son âme et l'enverra hurler dans les Abysses. Il rejettera sa forme ailée et affreuse, et s'introduira de nouveau dans le corps de Jago, devenant ainsi un hybride astral/humain capable de goûter aux plaisirs des 2 dimensions. Mais il est écartelé entre la loyauté envers son maître et son envie d'être plus qu'un simple serviteur. Omen commence à apercevoir la lumière filtrant à travers les ténèbres.

### Rash
Voix : Sean Chiplock
Rash est un personnage « invité » issu de la série Battletoads.
Personnage provenant à l’origine de la licence Battletoads, Rash est le premier personnage ‘guest’ à apparaître dans Killer Instinct. C’est un personnage fou et plein d’énergie qui se baladent sur son véhicule volant qu’est le Speeder Bikes et défoncent ses ennemis à coups de pied. Mais Rash n’a pas toujours été celui qu’il est. Avant c’était un homme du nom de Dave Shar qui fut aspiré dans un jeu d’ordinateur et transporté vers une autre planète gouvernée par la cruelle Reine noire. Maintenant Rash est de retour sur Terre et prêt à se mêler à Killer Instinct.

### Sadira
Voix : Erika Harlacher
Leader des Yeux Rouges de Rylai, Sadira était née en Thaïlande dans les camps, où elle appris à se battre. Lorsqu'elle entra dans le clan des Yeux Rouges de Rylai, son 1er objectif a été de battre une de ses membres. Lors du combat, Sadira prit goût à ma violence et défigura sa victime, mais la laissa en vie en guise d'avertissement. Alors que le maître du clan remarqua Sadira, ils s'affrontèrent et Sadira en sortit gagnante. Alors qu'elle remporte son trophée sous la forme d'une araignée, cette dernière rentra dans le cœur de Sadira qui corrompit son cœur. Dès lors, Sadira se rendit compte du pouvoir qu'elle possédait. ARIA, la PDG d'Ultratech, remarqua ses talents d'assassins et l'engagea. Sa 1re mission fut de voler l'ADN de l'alien Glacius, mission qu'elle réussit. Puis, elle dut se rendre au Japon pour observer les événements qui disent qu'un esprit hante un village appelé Tosando. Cependant, elle provoqua la colère de Hisako qui la hanta et la battit. Lors d'un combat entre elle et Cinder, Sadira perdit le combat et Cinder la remplaça depuis.

### Shadow Jago
Voix : Mike Willete
Créée par la créature Omen lorsque le moine guerrier Jago fut possédé par un démon, Shadow Jago est un clone altéré de ce grand combattant.
Le véritable Jago grandit dans un monastère de l'Himalaya. Il y apprit à vénérer l'esprit du tigre. Mais Jago réalisa trop tard que ses prières s'adressaient à un faux dieu, car derrière l'esprit du tigre se cachait en fait le maléfique Shadow Lord Gargos.
Lorsqu'il prit conscience qu'il ne pourrait jamais contrôler Jago, le Shadow Lord ordonna à son sbire, Omen, de prendre le contrôle du corps de Jago. C'est ainsi que naquit Shadow Jago, aussi appelé Shago.
Ce clone de Jago a la peau bleu ciel, ses yeux sont dénués de pupilles et une lame crantée telle une scie remplace le cimeterre élégant de Jago. Le masque solennel de Jago a été transformé en une version affreuse de Shago : une mâchoire inférieure concupiscente. Quant à la voix éraillée qui sort de cette bouche, elle est on ne peut plus maléfique. Si Jago libère des boules de feu quand il invoque l' «Endokuken», le «Shendokuken» de Shago est une imitation vulgaire de cet ancien mot ancestral.
Shago n'a qu'un seul désir : servir son maître Gargos. Son seul plaisir est de tuer les ennemis du Shadow Lord. Il n'est qu'un automate sans âme... Un golem de haine.

### Mira Fallegeros
Voix : Fryda Wolff
Sœur jumelle de Maya, elle a aussi été membre de la Garde de la Nuit. Au cours d'une mission contre des vampires, Mira décida de faire exploser le QG des vampires afin de tous les tuer, mais au prix de sa vie. Cependant, le chef des vampires la trouva, la transforma en vampire à son tour et lui ordonna d'annoncer le retour du Shadow Lord Gargos. Étant un vampire, elle doit s'emparer du sang de ses victimes pour survivre... Y compris celui de sa sœur!

### Général RAAM
Voir : Général RAAM

### Kilgore
L'unité UA-CCIX est un robot créé par Ultratech pour le projet secret "Programme CCIX". Ces machines de guerre étaient dévastatrices du fait qu'elles surchauffaient en quelques secondes, les rendant instable et hors-service. Cependant, l'un d'entre eux, Kilgore, commença à créer sa propre conscience et à réécrire son programme. Sauvé de la décharge, il a été neutralisé par Ultratech et ARIA parvint à le reprogrammer, faisant de ce cyborg le serviteur d'ARIA à nouveau.

### Shin Hisako
Voix : Alpha Takahashi
Shin Hisako est Hisako après qu'elle fut entrée en contact avec l'épée de son défunt père. Ce qu'elle ne savait pas, c'est que ce katana est en réalité un Gardien Astral qui a pris la forme d'une épée. Lorsqu'elle toucha son épée, son esprit fut purifié. Contrairement à son ancienne forme, elle est joyeuse et calme et grâce au Gardien, toute la haine qu'elle avait accumulée au fil des siècles a disparu, la libérant ainsi de la malédiction de sa tombe et lui permettant ainsi de se battre contre Gargos et ses sbires.

### Eagle (Tipyeléhne)
Voix :Thomas "tátlo" Gregory
Eagle est le frère cadet de Thuner et un membre des Désavouvés avec Orchid. Lorsqu'ils étaient jeunes, Eagle reçut un Gardien sous la forme d'un oiseau. Il essaya de publier les méfaits d'Ultratech, mais Thunder assista à la capture de son frère par Ultratech et, dans un accès de rage, il attaqua ARIA, mais il fut battu et Eagle fut capturé dans les locaux d'Ultratech. Là, Ultratech se servit de son esprit combattif afin de créer les Fulgores et Eagle fut capturé dans un rêve par ARIA, avant d'être libéré par Glacius. Ce dernier l'entraîna, l'informa des intentions de Gargos et le recruta pour l'Alliance.